# Nikopoliszi Glaukosz
Nikopoliszi Glaukosz (Kr. e. 100 előtt) görög epigrammaköltő.
Nikopoliszból, Alexandria egyik külvárosából származott. Fennmaradt néhány epigrammáját, amelyek leginkább fiktív sírfeliratok, az Anthologia Graeca őrzi. Egy műve:
El nem födheti föld, sem e kődarab itt Eraszipposzt.
 Sírja a tág tenger, meddig a szem csak elér.
Bárkástól odalett. S hogy merre rohad ma a csontja,
 meg nem mondja nekünk más, csak a kósza sirály.